# Santíssimo Nome de Jesus (diaconia)
Santíssimo Nome de Jesus (em latim: Ss. Nominis Iesu) é uma diaconia instituída em 5 de fevereiro de 1965 pelo Papa Paulo VI, por meio da constituição apostólica Quod ex antiquitate.
Sua igreja titular é a Igreja de Jesus.

## Titulares protetores
- Michele Pellegrino, título pro illa vice (1967-1986)
- Eduardo Martínez Somalo (1988-1999); título pro hac vice (1999-2021)
- Gianfranco Ghirlanda, S.J. (desde 2022)